# Dorsum Cayeux
Il Dorsum Cayeux è una catena di creste lunari intitolata al petrografo francese Lucien Cayeux nel 1976. Si trova nel Mare Fecunditatis e ha una lunghezza di circa 84 km.